# خماری
خماری (به انگلیسی: Hang Over) حالتی عمومی است که در اکثر مواقع پس از ازمیان رفتن اثر نشئه‌جات یا مسکرات به فرد دست می‌دهد. خماری را در مقابل نشئگی به‌کار می‌برند و دو تضاد عینی و واقعی که عبارت از ناراحتی و خوشی است را پدید می‌آورند.
در این حالت، معتاد همه همّ و غمش متوجه رفع خماری است. بسیاری از مفاسد اجتماعی را نتیجۀ مستقیم یا غیرمستقیم آن دانسته‌اند.

## عوارض روانی
- بی‌حوصلگی رنجش‌انگیز[۱]
- اضطراب و نگرانی – تشویش
- بی‌قراری
- بدخلقی یا کج‌خلقی
- بی‌خوابی
- نداشتن تمرکز کامل
- افسردگی
- انزوای اجتماعی

## عوارض جسمانی
- خمیازه‌های متوالی و بی‌امان[۱]
- عرق کردن و ترشحات غدد اشکزا بیش از حد معمول[۱]
- افزایش ضربان قلب
- گرفتگی و درد عضلانی
- سردرد
- احساس فشار در قفسهٔ سینه
- تنگی نفس- استخوان‌درد
- رعشه ـ لرزش بدن
- دل‌پیچه و تهوع[۲]

## عوارض حاد
- میل شدید و جنون‌آمیز به مادۀ مورد اعتیاد[۱]
- حالت تهوع
- پرخاشگری
- ضعف مفرط
- دل‌درد و یبوست (در پاره‌ای موارد اسهال؛ بیشتر در مورد الکل)
- تحلیل رفتن موقت بینایی (ریزش بی‌مورد اشک از چشم)
- سوزش شدید در پنجه‌های پا به‌ویژه در مصرف تریاک یا مشتقات مرفین.[نیازمند منبع]
- بی‌اشتهایی
- افزایش مصرف سیگار
- اسهال شدید و روان شدن شکم.